# Selaginella pruskiana
Selaginella pruskiana là một loài dương xỉ trong họ Selaginellaceae. Loài này được Valdespino mô tả khoa học đầu tiên năm 1992.